# 恋はこれから/君の笑顔につられて
『恋はこれから/君の笑顔につられて』（こいはこれから/きみのえがおにつられて）は、20th Centuryの配信限定シングル。

## 解説
2023年2月3日に配信リリースされた。

## 収録曲
1. 恋はこれから
作詞・作曲：竹内まりや、編曲：トオミヨウ[2]
2. 君の笑顔につられて
作詞・作曲：：YO-KING（真心ブラザーズ）、編曲：YO-KING、江沼郁弥[2]